# Eacles oslari
Eacles oslari är en fjärilsart som beskrevs av Rothschild 1907. Eacles oslari ingår i släktet Eacles och familjen påfågelsspinnare. Inga underarter finns listade i Catalogue of Life.

## Bildgalleri

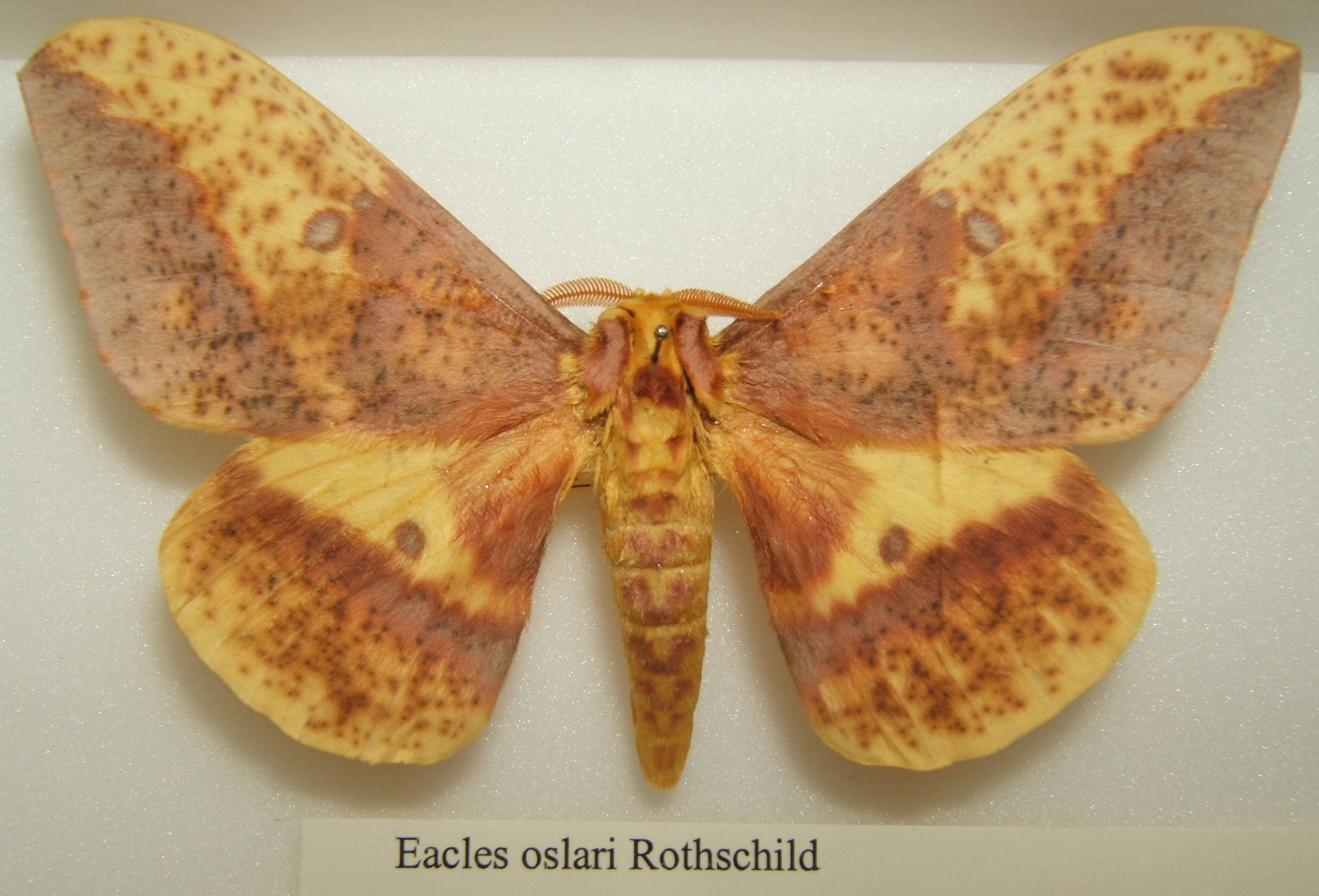